# Puente de San Patricio
El puente de San Patricio, refererido habitualmente como puente-acueducto del Tempul o puente-acueducto de la Barca, es un puente que sostiene el acueducto del Tempul a su paso por encima del río Guadalete, junto a la localidad de La Barca de la Florida, en el término municipal de Jerez de la Frontera, en España. Diseñado en 1925 por el ingeniero Eduardo Torroja y construido bajo la dirección del ingeniero Francisco Ruiz Martínez, es considerado uno de los primeros exponentes del uso del hormigón pretensado en España. En el momento de su construcción se convirtió en el puente atirantado con mayor vano del mundo, con 57 metros.

## Historia

### Antecedentes

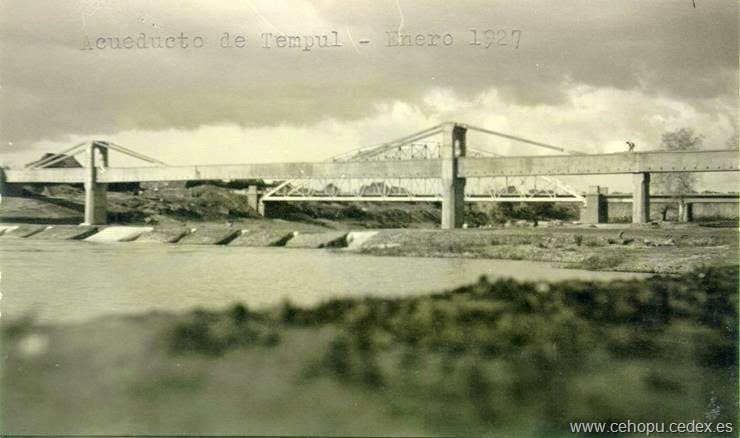
Vista del puente cuando se inauguró en 1927.

Desde 1869 un acueducto abastecía la ciudad de Jerez de la Frontera, trayendo aguas desde el manantial del Tempul. El punto más bajo del acueducto es el paso por el río Guadalete, que se resolvió mediante un puente-sifón de estructura de celosía. El 7 de marzo de 1917 una riada se lleva el puente-sifón, dejando a la ciudad de Jerez sin agua potable. Gracias a una obra de urgencia se consigue dar suministro mediante un desvío provisional de agua 100 metros aguas abajo del río. Es entonces cuando se decide iniciar la construcción de una obra definitiva de paso.

### Ejecución

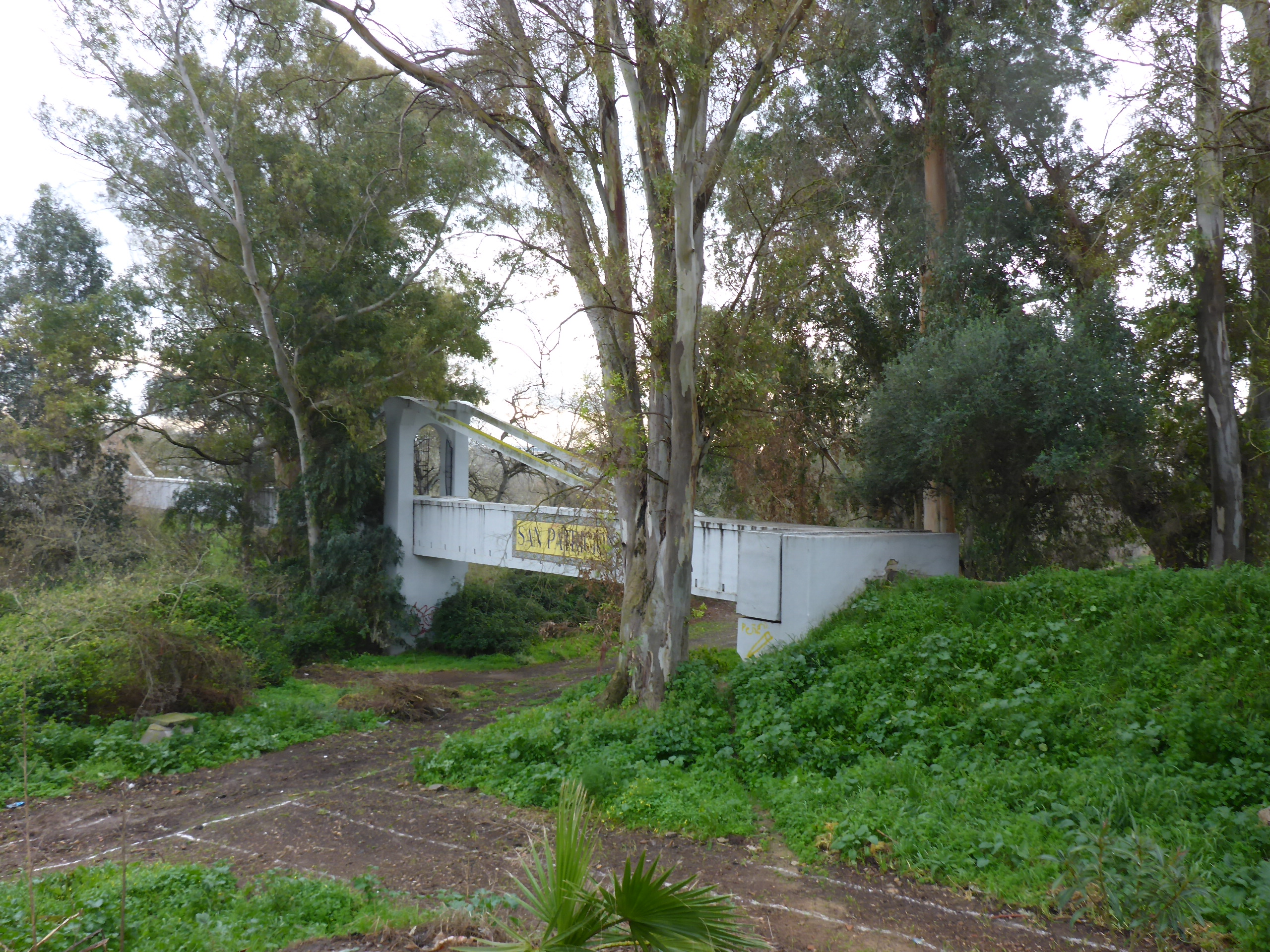
Detalle.

Para el paso se diseña una estructura de 14 pilas, con luces biapoyadas de 30 metros. Dos de estos pilares se asentaban en el cauce, por lo que se dudó que la estructura pudiera resistir los embates del río en caso de inundación. Es por ello que Eduardo Torroja, el encargado de diseñar la obra, decide sustituir los dos pilares por un vano central con dos ménsulas de 20 metros y un tramo central de 17 metros. Para soportar las ménsulas se extienden tirantes de acero de 63 mm de diámetro que se apoyan sobre las pilastras. Para tensar el cable se elevó la sección superior de la pilastra con gatos, provocando la reacción vertical necesaria para poner en tensión los tirantes y dejar el puente en carga. El mismo Torroja cuenta que al poco de hormigonar la estructura, el agua empezó a subir en el cauce amenazando la integridad de la estructura. Cuando se consideró que el hormigón había alcanzado la suficiente resistencia se accionaron los gatos, elevando la estructura unos 25 cm y elevando el vano 5 cm. La cimbra finalmente se la llevaría el agua, pero pudo terminarse el puente a tiempo. El puente quedó finalizado en enero de 1927.

### Vida posterior

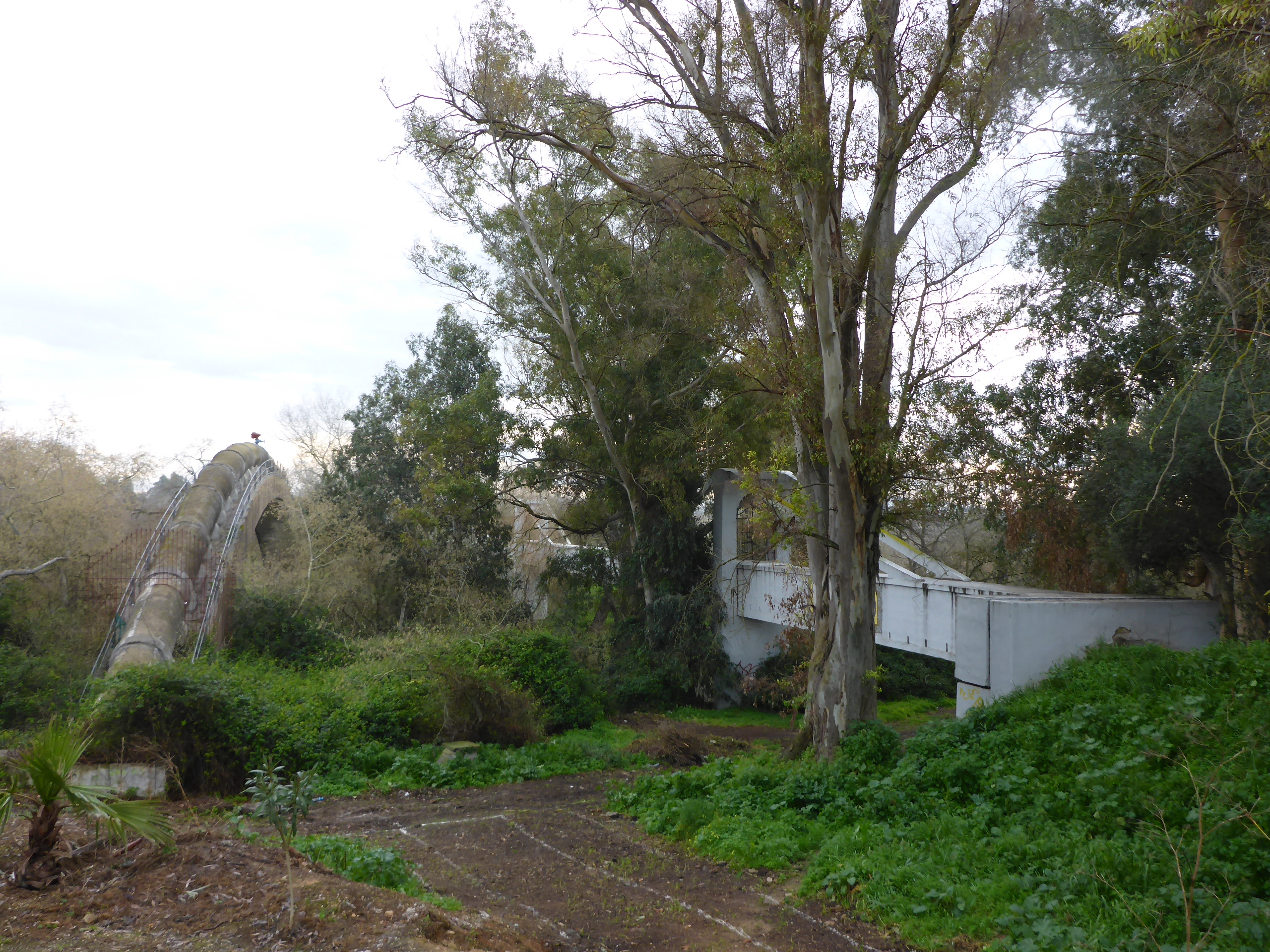
Puente y sifón.

En el año 2006 es incluido en el Catálogo del Patrimonio Hidráulico de Andalucía, donde se cita de esta forma:

.. una obra equilibrada de gran belleza formal, un ejemplo significativo de las estructuras de hormigón armado próximo al ideario funcionalista tradicional en los ingenieros de caminos de las primeras décadas del siglo XX.
Catalogo del Patrimonio Hidráulico de Andalucía

En 2008 el Ministerio de Fomento decide restaurar la obra y para su sorpresa no interviene en la estructura tensada que se encuentra intacta, sino tan solo en restaurar el hormigón armado superficial y algunos elementos del puente.

Alzado del puente, visto desde el lado sur.